# Carlisle United Football Club
Maillots
Actualités
Le Carlisle United Football Club est un club de football anglais fondé en 1903. Le club est basé à Carlisle.

## Repères historiques
- 1903 : fondation du club sous le nom de Shaddongate United
- 1904 : le club est renommé Carlisle United FC
- 1921 : adoption du statut professionnel
- 1928 : le club rejoint la League (Division 3-Nord)
- 2023 : le club gagne les barrages et est promu en EFL League One (D3)
- 2024 : le club est relegué du EFL League One (D3)
- 2025 : le club est relegué du EFL League Two (D4)

## Personnalités du club

### Entraîneurs
- 1930-1933 :  Billy Hampson[2]

## Palmarès
- Championnat d'Angleterre de troisième division : 
  - Champion : 1965
  - Vice-champion : 1982

- Championnat d'Angleterre de quatrième division :
  - Champion :  1995 et 2006
  - Vice-champion : 1964

- Football League Trophy : 
  - Vainqueur : 1997 et 2011
  - Finaliste : 1995, 2003, 2006 et 2010

- 2023 EFL League Two play-off final (en) : Vainqueur